# 라이다

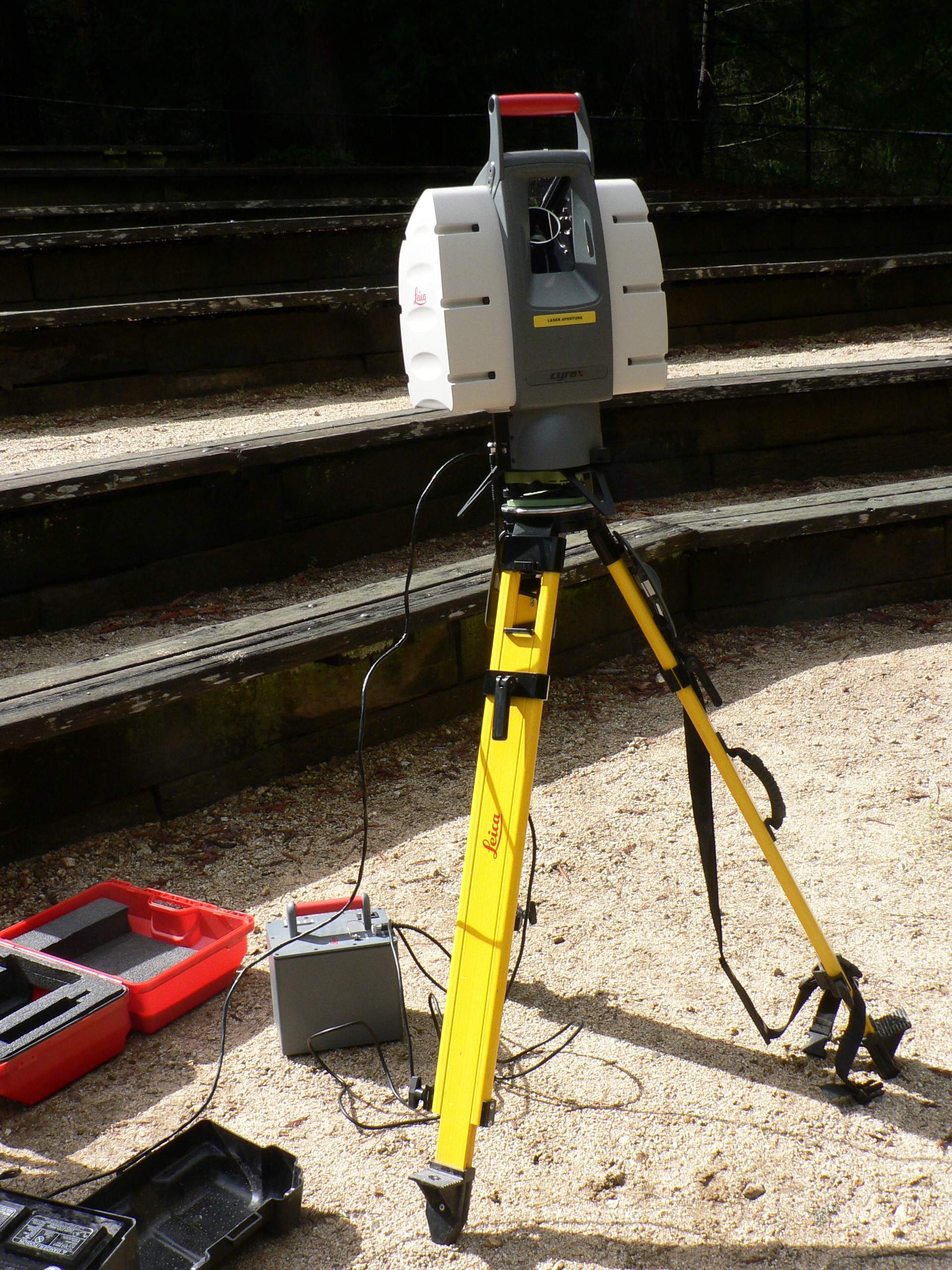
측량

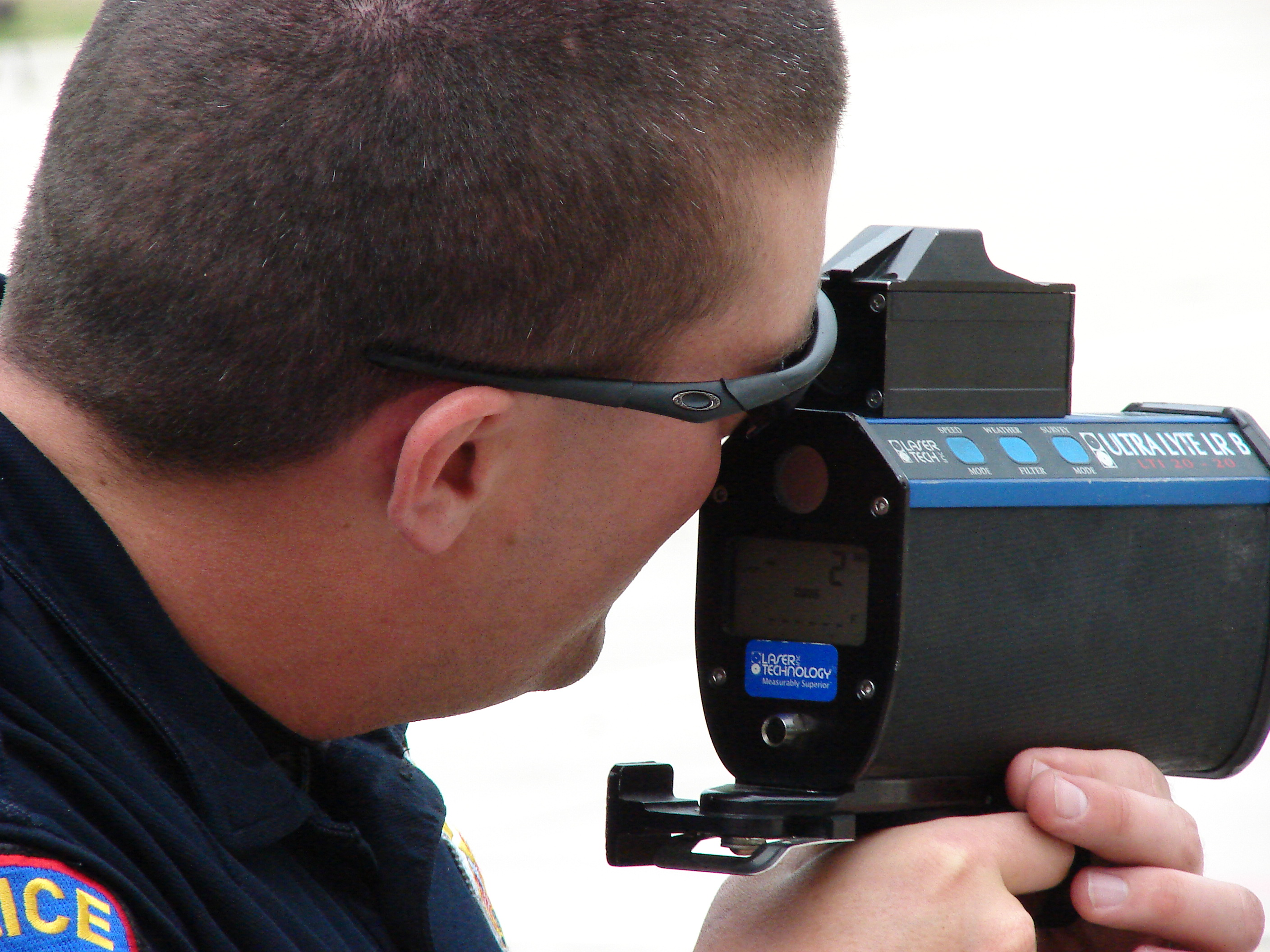
LIDAR 스피드건

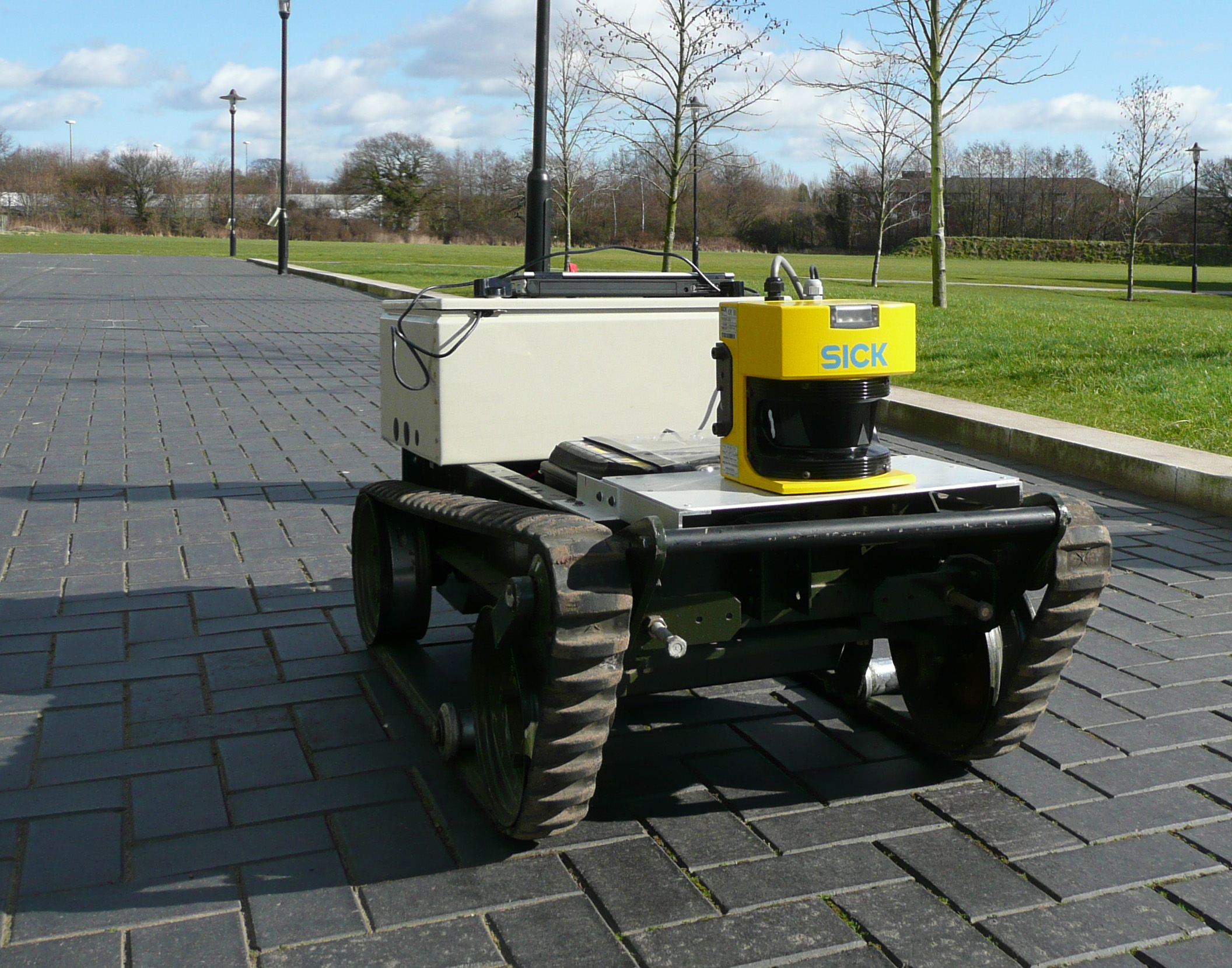
자율이동로봇

라이다(LIDAR/LiDAR, light detection and ranging" 또는 "laser imaging, detection, and ranging"의 약자))는 레이저 펄스를 쏘고 반사되어 돌아오는 시간을 측정하여 반사체의 위치좌표를 측정하는 레이다 시스템이다. 항공기 또는 위성에 탑재되어 지형 측량 목적으로 사용되며 스피드 건, 자율이동로봇(배달로봇), 자율주행 자동차 등에도 활용된다. 미국의 상장사인 벨로다인과 루미나 테크놀로지의 차량용 라이다 개발이 가장 앞선 것으로 알려져 있다.

## 같이 보기
- 보잉 AH-6
- ICESat
- 합성개구레이다